# Saturn V
Saturn V (izgovara se kao "Saturn pet") je bila američka potrošna raketa koju je koristila NASA između 1967. i 1973. Trostupanjska, pogonjena tekućim gorivom, raketa za dizanje teških tereta, razvijena je kako bi podržavala Apollo program za ljudsko istraživanje Mjeseca, a kasnije je korišten za lansiranje Skylab-a, prve američke svemirske stanice. Saturn V lansiran je 13 puta iz Kennedyjevog svemirskog centra na Floridi bez gubitka posade ili tereta. Saturn V ostaje najviša, najteža i najmoćnija raketa ikada dovedena u operativni status do 2017. godine i drži rekord o najtežem teretnom opterećenju i najvećem kapacitetu tereta za nisku Zemljinu orbitu (LEO) od 140.000 kg (310.000 lb), koji je uključivao treći stupanj rakete i neizgoreno gorivo koji je potreban za slanje Apollo zapovjedništva / servisnog modula i lunarnog modula na Mjesec.
Najveći proizvodni model obitelji Saturn rakete, Saturn V, dizajniran je pod vodstvom Wernhera von Brauna i Arthura Rudolpha u Marshallovom svemirskom letu u Huntsvilleu, Alabama, s Boeingom, Sjevernoameričkim zrakoplovstvom, Douglasom i IBM-om kao vodećim izvođačima.
Do danas, Saturn V ostaje jedino lansirno vozilo za lansiranje misija za nošenje ljudi izvan niske orbite Zemlje. Ukupno je izgrađeno 15 vozila koja su sposobna za let, ali ih je samo 13 letjelo. Dodatna tri vozila izrađena su za potrebe ispitivanja na zemlji. Na Mjesec je poslano ukupno 24 astronauta, od kojih su tri poslana dvaput, u četiri godine u razdoblju od prosinca 1968. do prosinca 1972. godine.

## Povijesne prilike
Podrijetlo Saturn V rakete počinje s dovođenjem Wernhera von Brauna zajedno s oko sedam stotina njemačkih raketnih inženjera i tehničara u Sjedinjene Američke Države u Operaciji Paperclip, programa koji je u kolovozu 1946. godine odobrio predsjednik Truman radi žetve njemačkih raketnih stručnjaka, da bi SAD-u dali bolji položaj na rubu hladnog rata, kroz razvoj IRBM i interkontinentalnih balističkih raketa (ICBM). Bilo je poznato da će američki suparnik, Sovjetski Savez, također pokušati osigurati neke od Nijemaca.
Von Braun je stavljen u diviziju dizajna vojske zbog svoje prethodne izravne uključenosti u stvaranje raketa V-2. Između 1945. i 1958. godine njegov je rad bio ograničen na prenošenje ideja i metoda iza V-2 američkim inženjerima. Unatoč Von Braunovim brojnim člancima o budućnosti svemirskih raketa, američka je vlada nastavila financirati zrakoplovstvo i mornaričke raketne programe za testiranje svojih Vanguard raketa unatoč brojnim skupim kvarovima. Tek nakon sovjetskog lansiranja Sputnika 1 na R-7 ICBM, koji je mogao nositi termonuklearnu bojnu glavu do SAD-a, su vojska i vlada počele poduzimati ozbiljne korake prema stavljanju Amerikanaca u svemir. Konačno, okrenuli su se von Braunu i njegovu timu koji je tijekom ovih godina stvorio i eksperimentirao sa serijom raketa Jupiter. Juno I bio je raketa koja je u siječnju 1958. lansirala prvi američki satelit, a dio je posljednjeg pokušaja plana NACA-e (prethodnika NASA-e) da se dobije bolja pozicija u svemirskoj utrci. Serija raketa Jupiter bila je još jedan korak u von Braunovom putu prema Saturnu V, kasnije nazvavši prvu seriju "djeca Saturn-a".

### Razvoj
Dizajn Saturn V-a proizlazi iz nacrta serije raketa Jupiter. Kako je uspjeh serije Jupiter postao bjelodan, pojavila se serija Saturn.

#### Od C-1 do C-4
Između 1960. i 1962. godine, Marshall Space Flight Centar (MSFC) osmislio je niz Saturn raketa koje se mogu koristiti za različite misije u orbiti Zemlje ili Lunarne Misije.
C-1 je razvijen u Saturn I, a C-2 raketa je odbačena rano u postupku dizajna u korist C-3, koji je namjeravao koristiti dva F-1 Motora na svom prvom stupnju, četiri motora J-2 za njegov drugi stupanj i S-IV stupanj koji bi koristio šest RL10 motora .
NASA je planirala koristiti C-3 kao dio koncepta Earth Earth Orbit Rendezvous (EOR), s najmanje četiri ili pet lansiranja potrebnih za jednu lunarnu misiju. Ali MSFC je već planirao još veću raketu, C-4, koja bi koristila četiri F-1 motora na svom prvom stupnju, prošireni drugi stupanj C-3 i S-IVB, stupanj s jednim J-2 motorom, kao trećim stupnjem. C-4 bi trebao samo dva lansiranja za obavljanje lunarne misije tipa EOR.

#### C-5
Dana 10. siječnja 1962. NASA je objavila planove za izgradnju C-5. Trostupanjska raketa bi se sastojale od: prvog stupnja S-IC, s pet F-1 motora; Drugog stupnja S-II s pet J-2 motora; I S-IVB trećeg stupnja, s jednim J-2 motorom. C-5 je dizajniran za kapacitet nosivosti 41,000 kg na Mjesec.
C-5 je bio podvrgnut ispitivanju komponenata čak i prije nego što je izgrađen prvi model. Treći stupanj S-IVB se koristio kao drugi stupanj za C-IB, koji je poslužio za dokazivanje koncepta i izvedivosti za C-5, kao i za podatke o letu koji su ključni za razvoj C-5. Umjesto da prolazi kroz testiranje za svaku glavnu komponentu, C-5 bi se testirali na način da prvi test leta rakete uključiva potpune verzije sva tri stupnja rakete. Ispitivanjem svih komponenti odjednom, potrebno je mnogo manje testnih letova prije pokretanja lansiranja.
C-5 je potvrđen kao NASA-in izbor za Apollo program početkom 1963., a nazvan je Saturn V. C-1 postao je Saturn I i C- 1B je postao Saturn IB. Von Braun je vodio ekipu u Marshall Space Flight Centru u izgradnji vozila sposobnog za lansiranje letjelice na putu prema Mjesecu. Prije no što su se preselili pod jurisdikciju NASA-e, von Braunov tim je već počeo raditi na poboljšanju potiska, stvarajući manje složen operativni sustav i osmišljavajući bolje mehaničke sustave. Tijekom ovih izmjena došlo je do odluke o odbacivanju jednomotornog dizajna V-2 i tim se preselio na dizajn višestrukih motora. Saturn I i IB su odražavali ove promjene, ali nisu bili dovoljno veliki da bi poslali letjelicu na Mjesec. Ovi dizajni su ipak pružili ko osnova na kojoj NASA može odrediti njezinu najbolju metodu koja bi vodila prema slijetanju čovjeka na Mjesec.
Konačni dizajn Saturn V imao je nekoliko ključnih značajki dizajna. Inženjeri su utvrdili da su najbolji motori F-1 upareni s novim sustavom propulzije vodika koji se zove J-2, što je omogućilo optimalnu konfiguraciju Saturn C-5. Do 1962. godine NASA je dovršila svoje planove za nastavak s von Braunovim dizajnom Saturn-a, i Apollo svemirski program je dobio na brzini. 
Dovršetkom konfiguracije, NASA je usmjerila pozornost na profile misije. Unatoč nekoj kontroverzi, spajanje u lunarnoj orbiti za lunarni modul odabrana je umjesto orbitalnog spajanja oko Zemlje. Pitanja kao što je vrsta ubrizgavanja goriva, potrebna količina goriva za takvo putovanje, i procesi proizvodnje raketa su izpolirani, a odabrani su nacrti za Saturn V. Stupnjeve rakete je dizajnirao von Braunov Marshall Space Flight Center u Huntsvilleu, a vanjski su izvođači odabrani za gradnju: Boeing (S-IC), North American Aviation (S-IIB, S-II), Douglas Aircraft i IBM.

## Tehnologija
Veličina i nosivost Saturn-a V je nadmašila sve ostale rakete koje su do tada uspješno letjele. S Apollo svemirskom kapsulom na vrhu, bio je visok 111 metara,a bez stabilizatora je bio promjera 10 metara. Potpuno napunjen gorivom, Saturn V je težio 2,950 tona i imao je kapacitet za podizanje tereta u nisku Zemljinu orbitu koji je izvorno procijenjen na 118,000 kg, ali je dizajniran za slanje najmanje 41,000 Kg na Mjesec. Kasnije nadogradnje povećale su taj kapacitet; Tijekom posljednje tri Apollo lunarne misije, lanirano je oko 140.000 kg u LEO i poslano 48.600 kg na Mjesec. S visinom od 111 m, Saturn V bio je 18 m viši od Kipa Slobode od zemlje do baklje, a 15 m viši od sata Big Ben.
Nasuprot tome, raketa Mercury-Redstone koju se rabilo za misiju Freedom 7, leta prvog amerikanca u svemir bila je nešto manje od 3,4 metra duža od stupnja S-IVB i davala je manji potisak na razini mora (350 KN) od rakete Launch Escape System-a (Sustav za hitnu evakuaciju) (potiska razine mora od 667 kN montiran na vrhu Apollo Komandnog Modula.
Saturn V je prvenstveno osmislio Marshall Space Flight Center u Huntsville-u, Alabama, iako su brojni glavni sustavi, uključujući propulziju, projektirani od strane kooperanata. Koristio je moćne nove rakete F-1 i J-2 za pogon. Kada su testirani, ovi motori razbili su prozore obližnjih kuća. Dizajneri su rano odlučili pokušati iskoristiti što više tehnologije iz Saturn I programa što je više moguće. Slijedom toga, treći stupanj Saturn V S-IVB-500 temelji se na S-IVB-200 drugom stupnju Saturn IB. Instrumentalna jedinica koja je kontrolirala Saturn V dijelila je zajedničke karakteristike s onom koju je imao u sebi Saturn IB.
Nacrti i drugi planovi Saturn-a V dostupni su na mikrofilmu u Marshall Space Flight Centru.

### Stupnjevi
Saturn V se sastojao od tri stupnja - prvog stupnja S-IC-a, drugog stupnja S-II i trećeg stupnja S-IVB - i instrumentalne jedinice. Sva tri stupnja koristila su tekući kisik (LOX) kaoOksidator. Prvi stupanj koristio je RP-1 za gorivo, dok su drugi i treći stupanj koristili tekući vodik (LH2). Gornji stupnjevi također su koristili male motore s krutim gorivom koji su pomogli odvojiti stupnjeve tijekom lansiranja i kako bi se osiguralo da se tekuće gorivo u pravilnom položaju povuče u crpke.

#### S-IC prvi stupanj
S-IC je sagradila tvrtka Boeing u Michoud Assembly Facility, gdje su kasnije sastavljani i vanjski spremnici Space Shuttle-a od strane Lockheed Martin-a. Većina mase od 2000 tona pri lansiranju je RP-1 gorivo s LOX kao oksidatorom. S-IC je bio visok 42m i 10m u promjeru, i stvarao 34,000kN potiska. S-IC stupanj je imao suhu težinu od 131 tone i potpuno napunjen gorivom pri lansiranju je imao ukupnu masu od 2300 tona. Pokretali su ga pet motora Rocketdyne F-1,s četiri motora raspoređena na kvadratu, a peti u sredini). Središnji motor držan je u fiksnom položaju, Dok su četiri vanjska motora mogla biti hidraulični okretana kako bi upravljao raketom. U letu je središnji motor isključen oko 26 sekundi prije valjskih motora za ograničavanje akceleracije. Tijekom lansiranja, S-IC je imao upaljene motore 168 sekundi (paljenje se dogodilo oko 8,9 sekundi prije poljetanja) i pri zaustavljanju motora, vozilo je bilo na nadmorskoj visini od oko 67 km, i 93 km niz vjetar i kretao se oko 2300 m/s.

#### S-II drugi stupanj
S-II je sagradio North American Aviation na Seal Beach, California. Koristeći  tekući vodik i tekući kisik, imao je pet motora Rocketdyne J-2 u sličnom sklopu kao S-IC, također pomoću vanjskih motora za kontrolu. S-II je bio visok 24,87 m s promjerom 10 m, identičan S-IC i time je bila najveća kriogenski stupanj rakete do lansiranja Space Shuttlea 1981. S-II je imao suhu težinu od 36,000 kg i potpuno napunjen gorivom,480 000 Kg. Drugi stupanj je ubrzao Saturn V kroz gornju atmosferu s potiskom u vakuumu od 4 900 kN. Kada je bio napunjen gorivom, znatno više od 90 posto mase stupnja bilo je gorivo; Međutim, iznimno lagani dizajn dovelo je do dva kvara u strukturnim ispitivanjima. Umjesto da ima međusobnu konstrukciju za odvajanje dvaju spremnika za gorivo, kao što je to učinjeno u S-IC, S-II je koristio zajedničku pregradu koja je konstruirana od vrha LOX spremnika i dna spremnika LH2. Sastojao se od dva aluminijska lista odvojena sa saćastom strukturom od fenolne smole. Ova pregrada mora se izolirati od temperaturnog gradijenta od 126 °F (70 °C) između dva spremnika. Uporaba zajedničke pregrade je uštedila 3600 kg. Poput S-IC-a, S-II je prevezen iz svoje tvornice do Cape Canaverala morem.

#### S-IVB treći stupanj
S-IVB je sagradila tvrtka Douglas Aircraft Company na adresi Huntington Beach, California. Imao je jedan J-2 motor i koristio isto gorivo kao i S-II. S-IVB je koristio zajedničku pregradu za odvajanje dvaju spremnika. Bio je 17.86 m visok s promjerom 6,604 m i također je dizajniran s visokom masovnom učinkovitošću, iako ne baš tako agresivno kao S-II. S-IVB je imao suhu težinu od oko 10 000 kg i, u potpunosti napunjen gorivom, težio oko 119 000 kg.
Model S-IVB-500 koji se koristi na Saturnu V razlikovao je od S-IVB-200 koji se koristi kao drugi stupanj Saturna IB, jer je motor moguće restartirati jednom po lansiranju. To je bilo neophodno jer bi se stupanj koristio dvaput tijekom lunarne misije: prvo paljenje koje je trajalo 2,5 min za umetanje u orbitu nakon prekida rada drugog stupnja, a kasnije za trans-lunarnog umetanja u orbitu mjeseca (TLI), koja traje oko 6 min. Dvije jedinice pomoćne propulzivne jedinice (APS), koje se nalaze na stražnjoj strani stupnja, koristile su se za kontrolu visine tijekom orbitiranja oko zemlje i trans-lunarne faze misije. Dva APS-a također su korištena kao motor za spuštanje goriva u donji dio spremnika prije trans-lunarne injekcije. S-IVB je bio jedini raketni stupanj Saturn V dovoljno malen da se prevozi zrakoplovom, u ovom slučaju Aero Spacelines Guppy

#### Instrumentalna jedinica
Instrumenatalnu jedinicu je izradio IBM i letio je na trećem stupnju. Izrađen je u prostoru Space Systems Center u Huntsville-u, Alabama. Ovo je računalo upravljalo operacijama rakete od neposredno prije lansiranja, sve dok se S-IVB ne odbaci. To uključuje smjernice i telemetriju za sustave za raketu. Mjerenjem akceleracije i kontrola visine vozila, mogao je izračunati poziciju i brzinu rakete i ispraviti sva odstupanja.

### Pregled stupnjeva rakete
| parametar                | S-IC - 1. stupanj | S-II - 2. stupanj | S-IVB - 3. stupanj |
| ------------------------ | ----------------- | ----------------- | ------------------ |
| visina (m)               | 42.00             | 24.90             | 17.80              |
| promjer (m)              | 10.00             | 10.00             | 6.60               |
| ukupna masa (kg)         | 2,290,000         | 496,200           | 119,900            |
| masa konstrukcije (kg)   | 130,000           | 40,100            | 13,500             |
| motori                   | 5 x F-1           | 5 x J-2           | 1 x J-2            |
| potisak (kN)             | 33,400            | 5,115             | 1,020              |
| dužina sagorijevanja (s) | 150               | 367               | 470                |
| gorivo                   | LOX/RP-1          | LOX/LH2           | LOX/LH2            |

## Let
Saturn V je nosio sve Apollo lunarne misije. Sve misije Saturn V lansirane su iz Launch Complex 39 u John F. Kennedy Space Centeru u Floridi. Nakon što je raketa prošla lansirani toranj, kontrola leta prebačena je u Houston, Texas.
Prosječna misija je koristila raketu za ukupno samo 20 minuta. Iako je Apollo 6 doživio tri kvara motora, ugrađena računala su uspjela to nadoknaditi korišteljem preostalih motora dulje da bi postigli parkirnu orbitu. Sva lansiranja rakete Saturn V su prošla bez gubitka tereta.

### S-IC stupanj
Prvi stupanj izgarao je oko 2 minute i 41 sekundu, podižući raketu do visine od 68 km i brzine 2 756 m/s i izgarajući 2 100 tona potisnog goriva.
8,9 sekundi prije lansiranja pokrenuto je paljenje prvog stupanja. Najprije je upanjen središnji motor, potom suprotni vanjski parovi u intervalima od 300 milisekunda kako bi se smanjilo strukturno opterećenje rakete. Kad je potisak potvrdilo računalo, raketa je bila "mekano oslobođena" u dva stupnja: prvo, držači su pustili raketu, a drugo, kada se raketa počeo ubrzati, usporavale su je konusni metalne igle koje su se izvuklačile kroz pola sekunde. Kad se raketa podigla, nije se mogla sigurno spustiti natrag na rampu ako bi motori zakazali. Astronauti su smatrali ovo jednim od najtežih trenutaka u vožnji Saturnom V, jer "ako" raketa nije uspjela uzletjeti nakon oslobađanja imali su malu šansu za opstanak zbog velikih količina goriva. Potpuno napunjen gorivom, Saturn V koji eksplodira na rampi bi oslobodio ekvivalent energije od dva kilotona TNT-a. Da bi se poboljšala sigurnost, sustav za otkrivanje hitnih slučajeva u Saturnu (EDS) spriječio je isključivanje motora tijekom prvih 30 sekundi leta.
Trebalo je oko 12 sekundi da se raketa uzdigne iznad lansirnog tornja. Tijekom tog vremena, nagnula bi se 1.25 stupnjeva udaljeno od tornja kako bi se osigurala adekvatna udaljenost unatoč nepovoljnim vjetrovima. (Ova kretnja, iako mala, može se vidjeti u pokretnim fotografijama snimljenim s istoka ili zapada.) Na nadmorskoj visini od 130m započelo bi okretanje rakete prema pravom azimutu leta.a zatim postupno se naginjući se sve do 38 sekundi nakon paljenja drugog stupnja. Ovaj program leta postavljen je prema prevladavajućim vjetrovima tijekom mjeseca lansiranja. Četiri vanjska motora također su nagnuta prema van, tako da bi u slučaju preranog isključivanja vanjskog motora, preostali motori prolazili kroz centar mase rakete. Saturn V dosegnuo je 120 m/s pri nadmorskoj visini od 1600 m. Velik dio ranog dijela leta provedeno je kako bi se dobilo na visini, a potrebna brzina dolazi kasnije. Saturn V je probio zvučni zid na nešto više od jedne minute na nadmorskoj visini između 3 i 4 nautičke milje. U ovom trenutku, mogu se vidjeti shock valovi, ili oblaci kondenzata, koji se formiraju oko dna komandnog modula i oko vrha drugog stupnja.
Nakon otprilike 80 sekundi, raketa je doživjela maksimalni dinamički tlak. Dinamički tlak na raketi varira s i kvadratom relativne brzine. Iako se brzina i dalje povećava, gustoća zraka se tako brzo smanjuje s nadmorskom visinom da dinamički pritisak padne ispod maksimuma.
Ubrzanje se povećalo tijekom leta S-IC iz tri razloga. Prvo, povećano ubrzanje povećao je pritisak goriva na motore, nešto povećavajući brzinu protoka. To je bio najmanje bitan čimbenik, iako je ovaj povratni efekt često doveo do neželjenih oscilacija potiska pod nazivom Pogo efekt. Drugo, kako što se raketa popela u rjeđu atmosferu učinkovitost F-1 motora značajno je porasla, vlasništvo svih raketa. Kombinirani potisak pet motora na jastučiću bio je oko 7,5 milijuna funti, dosegnuvši gotovo 9 milijuna funti na visini. No, najveći doprinos daleko je bilo brzo smanjivanje mase. Gorivo u samo S-IC-u činio je oko tri četvrtine ukupne mase lansiranog Saturna V, a trošeno je više od 13 tona goriva u sekundi. Newtonov drugi zakon kaže da je sila jednaka ubrzanju pomnožen s masom, ili ekvivalentno da je ubrzanje jednako sili podijeljenoj masom, tako da je masa smanjena (a snaga je nešto porasla), ubrzanje se povećalo. 
Uključujući gravitaciju, ubrzanje lansiranja bilo je samo 1¼  g, tj. Astronauti su osjetili 1¼  g dok je raketa ubrzala okomito na 1 g. Budući da je raketa brzo gubila masu, ukupno ubrzanje, uključujući gravitaciju, povećano je na gotovo 4 g u T + 135 sekundi. U ovom trenutku ugrađeni (središnji) motor je isključen kako bi se spriječilo povećanje ubrzanja nakon 4 g.
Kada su se u usisnim sklopovima osjetili nedostatak oksidacijskog sredstva ili goriva, preostali su vanjski motori ugašeni. Prvi stupanj se odvojio nešto manje od jedne sekunde nakon toga kako bi se omogućilo smanjene potiska F-1. Osam malih motora za odvajanje, od krutog goriva, poduprlo je S-IC od ostatka vozila na nadmorskoj visini od oko 67 km. Prvi stupanj se nastavio balističkim putem podizati na nadmorsku visinu od 109 km, a potom je pao u Atlantski ocean oko 560 km niz vjetar.
Postupak zaustavljanja motora promijenjen je za lansiranje Skylab-a kako bi se izbjegle štete na Apollo Telescope Mount. Umjesto da istodobno gase sva četiri vanjska motora, gasili su ih dva po dva, s odgodom, kako bi se dodatno smanjilo maksimalno ubrzanje.

### S-II stupanj
Nakon razdvajanja S-IC, drugi stupanj S-II izgarala je 6 minuta i potisnula letjelicu do visine 175 km i brzine 6.995 m/s što je blizu orbitalne brzine.
Za prva dva bespilotna lansiranja, osam raketa s krutim gorivom je gorilo četiri sekunde kako bi se pozitivno ubrzalo stupanj S-II, nakon čega slijedi paljenje pet J -2 motora. Za prvih sedam zapovjednih misija Apollo samo su četiri motora korištena na S-II, a potpuno su eliminirani za posljednja četiri lansiranja. Oko 30 sekundi nakon odvajanja prvog stupnja, međuprostorni prsten je pao s drugog stupnja. To je učinjeno s inertički fiksnim stavom tako da se međuprostor, samo 1 metar od vanjskih J-2 motora, pada čisto bez da ih se dotakne. Nedugo poslije razdvajanja međustupnja, Launch Escape System također je otpušten.

Oko 38 sekundi nakon paljenja drugog stupnja Saturn V se prebacio iz unaprijed programirane putanje na "zatvorenu petlju" ili na Iterativni način upravljanja. Jedinica instrumenata sada izračunava u stvarnom vremenu najodgovorniju putanju prema ciljanoj orbiti. Ako instrumentna jedinica u tome ne bi uspjela, posada bi mogla prebaciti kontrolu nad Saturnom na računalni komandni modul, preuzeti ručnu kontrolu ili prekinuti let.
Oko 90 sekundi prije prekida drugog stupnja, središnji motor se gasi kako bi se smanjili longitudinalne pogo oscilacije. Oko tog vremena, brzina protoka LOX-a smanjila se, mijenjajući omjer miješanja dvaju pogonskih goriva, osiguravajući da u spremnicima ostane što manje goriva što je moguće na kraju leta drugog stupnja.
Pet Senzora količine goriva na dnu svakog spremnika goriva S-II bili su naoružani tijekom leta S-II, dopuštajući bilo kojem paru senzora da aktivira prekidanje S-II i odvajanje kad su bili otkriveni. Jednu sekundu nakon odvajanja drugog stupnja odvojio se i međustupanj i nekoliko sekunda kasnije treća faza se upalila. Retro rakete čvrstog goriva postavljene na međuprostoru na vrhu S-II upaljene su da bi se odvojile od S-IVB-a. S-II je pao na 4200 km od mjesta lansiranja.
U misiji Apollo 13, srednji motor je patio od velikih pogo oscilacija, što je rezultiralo ranim automatskim prekidanjem. Da bi se postigla dostatna brzina, preostala četiri motora su bila aktivna dulje nego što je planirano. Pogo suzbijanje ugrađeno je na kasnije Apolloove misije kako bi se to izbjeglo, iako je početni motor 5 zaustavljen kako bi se smanjile g-sile.

### S-IVB stupanj
Za razliku od razdvajanja S-IC i S-II s dvije ravnine, stupnjevi S-II i S-IVB razdvojeni su jednim korakom. Iako je izgrađena u sklopu trećeg stupnja, međusobna je veza ostala pričvršćena na drugi stupanj.
Tijekom Apollo 11, tipične lunarne misije, treći stupanj je izgarao oko 2,5 minuta dok se nije ugasio u 11 minuta i 40 sekundi. U ovom je trenutku je bila na visini od 2650 km, u parkirnoj orbiti na nadmorskoj visini od 191,1 km i pri brzini od 7.793 m/s. Treći stupanj ostaje pričvršćena za letjelicu, dok je orbitirala Zemlju jedan i pol puta dok su astronauti i kontrolori misije pripremili za translunarnu injekciju (TLI).
Ova orbita parkiranja bila je prilično niska prema standardima orbite Zemlje i bila bi kratkotrajna zbog aerodinamičkog otpora. Ovo nije bio problem na lunarnoj misiji zbog kratkog boravka u orbiti parkiranja. S-IVB je također nastavio potiskivati na niskoj razini odzračivanjem plinovitog vodika, kako bi se propelenti smjestili u svojim spremnicima i spriječili stvaranje plinovitih šupljina u pogonskim linijama za gorivo. Ovo odzračivanje također je održavalo sigurne tlakove dok je tekući vodik isparavao u spremniku za gorivo. Ovaj potisak za odzračivanje je lagano premašio aerodinamičan otpor.
Za posljednja tri Apolla leta, privremena orbita za parkiranje bila je još niža (približno 172 km), kako bi se povećala nosivost ovih misija. Zemljina orbitalna misija Apollo 9 lansirana je u nominalnu orbitu u skladu s Apollo 11, no letjelica je uspjela iskoristiti vlastite motore kako bi podigle perigee dovoljno visoko da održi 10-dnevnu misiju. Skylab je lansiran u sasvim drugačijoj orbiti, s 434 km perigee koji ga je održavao šest godina, a također imao je veći nagib prema ekvatoru (50 stupnjeva u odnosu na 32,5 stupnjeva za Apollo).
Za Apollo 11, TLI je došao za 2 sata i 44 minute nakon lansiranja. S-IVB je izarao gotovo šest minuta, dajući letjelici brzinu blizu Zemljine brzine bijega od 11,200 m/s. To je dalo energetski učinkoviti prijenos na mjesečevu orbitu, a Mjesec pomaže u hvatanju letjelice s minimalnom potrošnjom goriva za hvatanje u mjesečevu orbitu.
Oko 40 minuta nakon TLI Apollo Command Service Module (CSM) se odvojio od trećeg stupnja, okrenuo za 180 stupnjeva i usidrio s Lunarim Modulom (LM) koji je vozio ispod CSM-a tijekom lansiranja. CSM i LM odvojeni su od potrošene treće faze 50 minuta kasnije. Taj je postupak poznat kao Transpozicija, spajanje i vađenje.
Da je ostala na istoj putanji kao i svemirska letjelica, S-IVB je mogao predstavljati opasnost od sudara pa su se preostali propelenti izbacili i pomoćni propulzijski sustav uključio da bi je pomaknuo. Za Mjesečeve misije prije Apollo 13, S-IVB je bio usmjeren prema Mjesečevom rubu u svojoj orbiti, tako da je mjesec gravitacijski ispali stupanj izvan brzine izlijevanja zemlje i u solarnu orbitu. Od Apolla 13 nadalje, kontroleri su usmjerili S-IVB na Mjesec. Seizmometar koji su ostali iza prethodnih misija otkrili su utjecaje na tlu i informacije pomogle stvoriti karte unutarnje strukture Mjeseca.
3. rujna 2002. astronom Bill Yeung otkrio je sumnjiv asteroid, koji je dobio oznaku otkrića J002E3. Čini se da se nalazi u orbiti oko Zemlje, a uskoro je otkriveno iz spektralne analize da je pokriven bijelim titan dioksidom, koji je bio glavni sastojak boje korištene na Saturnu V. Izračunavanje orbitalnih parametara doveo je do identifikacije kao Apollo 12 S-IVB stupnja. Kontroleri misije planirali su S-IVB Apollo 12 poslati u solarnu orbitu nakon odvajanja od Apollo svemirske letjelice, ali se vjeruje da je izgaranje trajalo dugo i stoga nije poslalo letjelicu dovoljno blizu Mjeseca, ostajući u jedva stabilnoj orbiti oko Zemlje i Mjeseca. Godine 1971., kroz niz gravitacijskih perturbacija, vjeruje se da je ušao u solarnu orbitu, a zatim se vratio u slabo zarobljenu orbitu Zemlje 31 godine kasnije. Napustio je orbitu Zemlje ponovno u lipnju 2003.

## Upotreba
Saturn V korišten je za lansiranje letjelica Apollo prema Mjesecu. Osim letova za Mjesec, jedna inačica Saturna V korištena je za lansiranje svemirske postaje Skylab. Raketa je ukupno poletjela 13 puta. Od tih 13 letova, dva su bila pokusna, 10 je ponijelo ljudsku posadu (1 u zemljinu orbitu, a 9 prema Mjesecu), dok je jedan iskorišten za lansiranje Skylaba. Ukupno je bilo proizvedeno 15 primjeraka ove rakete. Ostala dva neiskorištena primjerka danas su svoje mjesto našli u muzejima.